# Eslováquia nos Jogos Olímpicos de Verão da Juventude de 2010
A Eslováquia participou dos Jogos Olímpicos de Verão da Juventude de 2010 em Cingapura. Sua delegação foi formada por 17 altetas de 8 esportes. O país conquistou um total de cinco medlahas, sendo duas de prata e três de bronze.

## Medalhistas
| Medalha | Nome                           | Esporte  | Evento              | Data         |
| ------- | ------------------------------ | -------- | ------------------- | ------------ |
| Prata   | Jana Čepelová Chantal Škamlová | Tênis    | Duplas femininas    | 21 de agosto |
| Prata   | Mirolav Urban                  | Canoagem | Slalom K1 masculino | 25 de agosto |
| Bronze  | Jana Čepelová                  | Tênis    | Simples feminino    | 19 de agosto |
| Bronze  | Filip Horanský Jozef Kovalík   | Tênis    | Duplas masculinas   | 19 de agosto |
| Bronze  | Arpad Szakacs                  | Judô     | Até 81 kg masculino | 22 de agosto |

## Atletismo
| Evento                          | Atleta             | Qualificação | Qualificação | Final     | Final        |
| Evento                          | Atleta             | Resultado    | Posição      | Resultado | Posição      |
| ------------------------------- | ------------------ | ------------ | ------------ | --------- | ------------ |
| Salto em distância feminino     | Claudia Hladíková  | 5,61         | 12º          | 5,45      | 6º (Final B) |
| Marcha atlética feminina (5 km) | Katarína Strmeňová |              |              | 23:24.65  | 8º           |

## Canoagem
| Evento                  | Atleta         | Tomada de tempo | Tomada de tempo | 1ª rodada                                       | 2ª rodada (repescagem)            | Oitavas-de-final                          | Quartas-de-final                   | Semi-finais                    | Final                    | Pos. final       |
| Evento                  | Atleta         | Resultado       | Pos.            | Oponente Resultado                              | Oponente Resultado                | Oponente Resultado                        | Oponente Resultado                 | Oponente Resultado             | Oponente Resultado       | Pos. final       |
| ----------------------- | -------------- | --------------- | --------------- | ----------------------------------------------- | --------------------------------- | ----------------------------------------- | ---------------------------------- | ------------------------------ | ------------------------ | ---------------- |
| Velocidade K1 masculino | Miroslav Urban | 1:58.48         | 22º             | IRI Ali Aghamirzaeijenaghrad D 1:56.99 (bat. 2) | SLO Simon Brus D 2:05.70 (rep. 2) | Não avançou                               | Não avançou                        | Não avançou                    | Não avançou              | --               |
| Slalom K1 masculino     | Miroslav Urban | 1:28.62         | 3º              | LBR Wion Welh V 1:28.96 (bat. 2)                |                                   | BLR Andrei Tsarykovich V 1:30.97 (bat. 2) | AUS Scott Smith V 1:28.02 (bat. 4) | FRA Guillaume Bernis V 1:27.42 | SLO Simon Brus D 1:30.24 | Medalha de prata |

## Esgrima
| Evento                      | Atleta            | Qualificação | Qualificação | Oitavas-de-final        | Quartas-de-final           | Semifinais         | Final              | Pos. final |
| Evento                      | Atleta            | Oponente Resultado | Pos.         | Oponente Resultado      | Oponente Resultado         | Oponente Resultado | Oponente Resultado | Pos. final |
| --------------------------- | ----------------- | --- | ------------ | ----------------------- | -------------------------- | ------------------ | ------------------ | ---------- |
| Florete individual feminino | Michala Cellerová | ESA Ivania Carbello Barrera V 5-2 SIN Ye Ying Liane Wong D 1-5 KOR Duk Ha-Choi V 5-2 HUN Dóra Lupkovics D 0-5 CHN Lianlian Wang V 5-0 | 7º           | KOR Duk Ha-Choi V 15-13 | HUN Dóra Lupkovics D 12-15 | Não avançou        | Não avançou        | 7º         |

| Evento         | Atleta                                                 | Oitavas-de-final   | Quartas-de-final              | Classificação 5-8             | Disputa pelo 5º lugar   | Pos. final |
| Evento         | Atleta                                                 | Oponente Resultado | Oponente Resultado            | Oponente Resultado            | Oponente Resultado      | Pos. final |
| -------------- | ------------------------------------------------------ | ------------------ | ----------------------------- | ----------------------------- | ----------------------- | ---------- |
| Equipes mistas | Michala Cellerová (como integrante da equipe Europa 4) | Sem oponente       | Equipe Ásia-Oceania 1 D 24-30 | Equipe Ásia-Oceania 2 V 30-20 | Equipe Europa 3 V 30-29 | 5º         |

## Judô
| Evento              | Atleta            | 1ª rodada                                        | 2ª rodada                        | 1ª rodada repescagem       | 2ª rodada repescagem         | Final repescagem              | Disputa pelo bronze               | Pos. final |
| ------------------- | ----------------- | ------------------------------------------------ | -------------------------------- | -------------------------- | ---------------------------- | ----------------------------- | --------------------------------- | ---------- |
| Até 52 kg feminino  | Andrea Krišandová | TKM Jennet Geldybaýeva D 000-000 (ponto de ouro) |                                  | NED Laura Prince D 000-001 | Não avançou                  | Não avançou                   | Não avançou                       | --         |
| Até 81 kg masculino | Arpád Szakács     | HON Kevin Fernandez V 100-000                    | HUN Khasan Khalmurzaev D 001-101 |                            | BIH Eldin Omerović V 100-000 | AUT Michael Greiter V 110-000 | GRE Alexios Ntanatsidis V 011-000 | [ 6 ]      |

| Evento         | Atleta                                              | 1ª rodada                | 2ª rodada              | Semifinais             | Final                     | Pos. final      |
| -------------- | --------------------------------------------------- | ------------------------ | ---------------------- | ---------------------- | ------------------------- | --------------- |
| Equipes mistas | Andrea Krišandová (como integrante da equipe Essen) | ZZX Equipe Munique V 4-3 | ZZX Equipe Chiba V 5-2 | ZZX Equipe Cairo V 5-2 | ZZX Equipe Belgrado V 6-1 | Medalha de ouro |

## Natação
| Evento                   | Atleta               | Qualificação | Qualificação | Semifinais  | Semifinais   | Final       | Final       |             |             |
| Evento                   | Atleta               | Resultado    | Posição      | Resultado   | Posição      | Resultado   | Posição     |             |             |
| ------------------------ | -------------------- | ------------ | ------------ | ----------- | ------------ | ----------- | ----------- | ----------- | ----------- |
| 50 m peito feminino      | Aurélia Trnovcová    | 34.08        | 17º (6º q2)  | Não avançou | Não avançou  | Não avançou | Não avançou |             |             |
| 100 m peito feminino     | Aurélia Trnovcová    | 1:15.99      | 25º (8º q4)  | Não avançou | Não avançou  | Não avançou | Não avançou |             |             |
| 100 m livre feminino     | Katarína Listopadová | 57.35        | 5º (2º q7)   | 56.67       | 3º (2º sf2)  | 56.90       | 4º          |             |             |
| 200 m livre feminino     | Katarína Listopadová | 2:07.63      | 23º (7º q5)  |             |              | Não avançou | Não avançou |             |             |
| 50 m borboleta feminino  | Katarína Listopadová | 28.06        | 5º (4º q1)   | 27.79       | 7º (3º sf2)  | 27.38       | 4º          |             |             |
| 100 m borboleta feminino | Katarína Listopadová | 1:02.12      | 13º (2º q1)  | 1:01.27     | 6º (3º sf1)  | 1:00.35     | 4º          |             |             |
| 50 m costas masculino    | Martin Fakla         |              |              | 27.54       | 10º (5º sf2) | Não avançou | Não avançou |             |             |
| 100 m costas masculino   | Martin Fakla         | 1:00.06      | 25º (8º q3)  | Não avançou | Não avançou  | Não avançou | Não avançou |             |             |
| 200 m livre masculino    | Pavol Jelenák        | 1:57.82      | 32º (7º q3)  |             |              | Não avançou | Não avançou |             |             |
| 400 m livre masculino    | Pavol Jelenák        | 4:09.98      | 24º (8º q4)  |             |              | Não avançou | Não avançou | Não avançou | Não avançou |

## Pentatlo moderno
| Evento               | Atleta                                | Esgrima (Espada 1 toque) | Esgrima (Espada 1 toque) | Esgrima (Espada 1 toque) | Natação (200 m livre) | Natação (200 m livre) | Natação (200 m livre) | Corrida e tiro (3000 m, pistola a laser) | Corrida e tiro (3000 m, pistola a laser) | Corrida e tiro (3000 m, pistola a laser) | Pontuação total | Pos. final |
| Evento               | Atleta                                | Result.                  | Pos.                     | Pontos                   | Tempo                 | Pos.                  | Pontos                | Tempo                                    | Pos.                                     | Pontos                                   | Pontuação total | Pos. final |
| -------------------- | ------------------------------------- | ------------------------ | ------------------------ | ------------------------ | --------------------- | --------------------- | --------------------- | ---------------------------------------- | ---------------------------------------- | ---------------------------------------- | --------------- | ---------- |
| Individual feminino  | Elka Sedileková                       | 7                        | 22º                      | 640                      | 2:29.70               | 21º                   | 1004                  | 13:56.72                                 | 18º                                      | 1656                                     | 3300            | 23º        |
| Individual masculino | Ján Szalay                            | 17                       | 1º                       | 1040                     | 2:10.42               | 13º                   | 1236                  | 12:47.47                                 | 23º                                      | 1932                                     | 4208            | 14º        |
| Equipes mistas       | Elka Sedileková e FRA Valentin Prades | 56                       | 2º                       | 920                      | 2:10.03               | 21º                   | 1240                  | 15:45.63                                 | 10º                                      | 2300                                     | 4460            | 8º         |
| Equipes mistas       | Ján Szalay e BRA Mariana Laporte      | 45                       | 13º                      | 810                      | 2:07.62               | 15º                   | 1272                  | 19:56.98                                 | 24º                                      | 1296                                     | 3378            | 24º        |

## Remo
| Evento                  | Atleta     | Elim.   | Elim.       | Semifinais | Semifinais   | Final      | Final |
| Evento                  | Atleta     | Tempo   | Pos.        | Tempo      | Pos.         | Tempo      | Pos.  |
| ----------------------- | ---------- | ------- | ----------- | ---------- | ------------ | ---------- | ----- |
| Skiff simples masculino | André Rédr | 3:27.54 | 1º (bat. 3) | 3:36.12    | 5º (sf A/B2) | Não largou |       |

## Tênis
| Evento            | Atleta                               | 1ª rodada                                                      | 2ª rodada                             | Quartas-de-final                      | Semifinais                                 | Final                              | Pos. final        |
| Evento            | Atleta                               | Oponente Resultado                                             | Oponente Resultado                    | Oponente Resultado                    | Oponente Resultado                         | Oponente Resultado                 | Pos. final        |
| ----------------- | ------------------------------------ | -------------------------------------------------------------- | ------------------------------------- | ------------------------------------- | ------------------------------------------ | ---------------------------------- | ----------------- |
| Simples feminino  | Chantal Škamlová                     | VEN Andrea Gamíz V 2-0 (6-3 e 7-6)                             | HUN Tímea Babos D 0-2 (5-7 e 3-6)     | Não avançou                           | Não avançou                                | Não avançou                        | --                |
| Simples feminino  | Jana Čepelová (cabeça-de-chave nº 7) | ARG Agustina Sol Eskenazi V 2-0 (6-1 e 3-1 oponente abandonou) | DEN Mai Grage V 2-1 (3-6, 7-6 e 6-4)  | THA Luksika Kumkhum V 2-0 (6-3 e 6-4) | RUS Daria Gavrilova D 1-2 (7-5, 5-7 e 3-6) | HUN Tímea Babos V 2-0 (6-2 e 7-5)* | Medalha de bronze |
| Simples masculino | Jozef Kovalík                        | MKD Stefan Micov V 2-0 (7-5 e 6-1)                             | BRA Tiago Fernandes D 0-2 (6-7 e 1-6) | Não avançou                           | Não avançou                                | Não avançou                        | --                |

| Evento            | Atleta         | 1ª rodada                        | Torneio de consolação                     | Torneio de consolação             | Torneio de consolação                   | Torneio de consolação | Pos. final |
| Evento            | Atleta         | 1ª rodada                        | 1ª rodada                                 | Quartas-de-final                  | Semifinais                              | Final                 | Pos. final |
| Evento            | Atleta         | Oponente Resultado               | Oponente Resultado                        | Oponente Resultado                | Oponente Resultado                      | Oponente Resultado    | Pos. final |
| ----------------- | -------------- | -------------------------------- | ----------------------------------------- | --------------------------------- | --------------------------------------- | --------------------- | ---------- |
| Simples masculino | Filip Horanský | HUN Mate Zsiga D 0-2 (3-6 e 2-6) | PAR Diego Galeano V 2-1 (4-6, 6-4 e 10-3) | TUN Ahmed Triki V 2-0 (7-6 e 6-1) | BAR Darian King D 1-2 (6-0, 6-7 e 6-10) | Não avançou           | --         |

| Evento            | Atleta                                                   | 1ª rodada                                                   | Quartas-de-final                                      | Semifinais                                                 | Final                                                      | Pos. final        |
| Evento            | Atleta                                                   | Oponente Resultado                                          | Oponente Resultado                                    | Oponente Resultado                                         | Oponente Resultado                                         | Pos. final        |
| ----------------- | -------------------------------------------------------- | ----------------------------------------------------------- | ----------------------------------------------------- | ---------------------------------------------------------- | ---------------------------------------------------------- | ----------------- |
| Duplas masculinas | Filip Horanský e Jozef Kovalík                           | ITA Alessandro Colella IRL John Morrissey V 2-0 (6-2 e 7-5) | ECU Diego Acosta ECU Rodrigo Quiroz V 2-0 (7-6 e 6-2) | RUS Victor Baluda RUS Mikhail Biryukov D 0-2 (4-6 e 5-7)   | PAR Diego Galeano VEN Ricardo Rodríguez V 2-0 (7-5 e 6-4)* | Medalha de bronze |
| Duplas femininas  | Jana Čepelová e Chantal Škamlová (cabeças-de-chave nº 4) | VEN Andrea Gamíz VEN Adriana Pérez V 2-0 (6-3 e 7-6)        | DEN Mai Grage BLR Ilona Kremen V 2-0 (6-4 e 6-3)      | RUS Daria Gavrilova RUS Yulia Putintseva V 2-0 (6-4 e 7-6) | CHN Tang Haochen CHN Zheng Saisai D 1-2 (4-6, 6-3 e 4-10)  | Medalha de prata  |

* Disputa pelo bronze.